# Marina Hennig
Marina Hennig (* 15. August 1961 in Ost-Berlin als Marina Kalusche) ist eine deutsche Soziologin.

## Leben
Von 1980 bis 1982 war Hennig Bauzeichnerin im VEB BMK Ingenieurhochbau Berlin. Das Abitur bestand sie 1983 an der Volkshochschule Berlin-Mitte. Von 1984 bis 1985 studierte sie Soziologie an der Humboldt-Universität zu Berlin. Das Studium setzte sie dort von 1985 bis 1989 – zusätzlich mit dem Fach Philosophie – als externes aufgrund eines Auslandsaufenthalts fort. Von 1990 bis 1991 war sie Interviewerin für GfK Nürnberg. Von 1989 bis 1992 studierte sie wiederum Soziologie in Präsenz an der Humboldt-Universität und beendete ihr Studium mit der Diplomarbeit „Chancen oder Risiken für Mädchen? Versuch einer Annäherung an die geschlechtsspezifischen Wirkungen einer Neuschneidung des Ausbildungsmarktes“. Von 1990 bis 1992 war sie studentische Mitarbeiterin bei der PSI AG (Aktiengesellschaft für Prozesssteuerungs- und Informationssysteme) und von 1993 bis 1997 wissenschaftliche Mitarbeiterin in drittmittelgeförderten Forschungsprojekten. Von 1998 bis 1999 arbeitete sie als wissenschaftliche Mitarbeiterin am Institut für Sozialwissenschaften der Humboldt-Universität, Lehrbereich Mikrosoziologie, und promovierte dort 1999 zum Thema „Wandel von Werten und Einstellungen unter dem Aspekt des Autoritarismus deutscher Eltern im Zeitvergleich“.
Von 2000 bis 2005 war sie wissenschaftliche Assistentin an der Humboldt-Universität, Institut für Sozialwissenschaften, Lehrbereich Mikrosoziologie. Nach der Habilitation 2005 (Venia Legendi für Soziologie) ebendort mit der Habilitationsschrift „Individuen und ihre sozialen Beziehungen. Mit einem netzwerktheoretischen Beitrag zur Überwindung der Gemeinschafts-Gesellschafts-Dichotomie“ (1. Gutachter: Hans Bertram, 2. Gutachter: Bernhard Nauck) wurde sie im August 2011 Universitätsprofessorin für Soziologie an der Universität Mainz.

## Plagiate in Dissertation und Habilitationsschrift
Nach vorangegangener Untersuchung der Rechercheplattform VroniPlag Wiki entschied die Humboldt-Universität zu Berlin im Dezember 2018, Hennig den verliehenen Doktorgrad zu entziehen. Diese Entscheidung hob das Verwaltungsgericht Berlin im Mai 2022 aufgrund einer fehlerhaften Zusammensetzung der Prüfungskommission auf; über ein mögliches neues Aberkennungsverfahren traf die HU Berlin noch keine Entscheidung. Auch Hennigs Habilitationsschrift steht unter dringendem Plagiatsverdacht. Unter anderem wurde der Vorwurf erhoben, die Soziologin habe wortwörtlich aus unter ihrer Leitung entstandenen Seminararbeiten von Studierenden abgeschrieben. Der Plagiatsexperte Jochen Zenthöfer kritisierte die Verzögerung des Verfahrens. Die Deutsche Gesellschaft für Soziologie bezeichnete den Fall als „schwer erträgliche Beschädigung der Institution Wissenschaft“.